# L'Opéra de quat'sous (film, 1963)
Pour les articles homonymes, voir L'Opéra de quat'sous (homonymie).
Pour plus de détails, voir Fiche technique et Distribution.
L'Opéra de quat'sous (titre original : Die Dreigroschenoper) est un film franco-allemand réalisé par Wolfgang Staudte, sorti en 1963.
Le film est une nouvelle adaptation de la pièce de théâtre homonyme de Kurt Weill et Bertolt Brecht, créée le 31 août 1928 au Theater am Schiffbauerdamm de Berlin, puis en version française le 14 octobre 1930 au théâtre Montparnasse, à Paris. C'est un remake du film portant le même titre, réalisé par Georg Wilhelm Pabst, sorti en 1931.

## Fiche technique
- Titre : L'Opéra de quat'sous
- Titre original : Die Dreigroschenoper
- Réalisation : Wolfgang Staudte
- Scénario : Wolfgang Staudte, Günther Weisenborn, d'après la pièce L'Opéra de quat'sous de Kurt Weill et Bertolt Brecht
- Photographie : Roger Fellous
- Montage : Wolfgang Wehrum
- Musique : Kurt Weill
- Direction artistique : Hein Heckroth
- Décors : Hein Heckroth
- Costumes : Hein Heckroth
- Son :
- Producteur :	Kurt Ulrich, Heinz Willeg (producteur exécutif)
- Sociétés de production : Kurt Ulrich-Film, C.E.C. (Paris)
- Société de distribution :
- Tournage : à Berlin, aux studios UFA
- Budget :
- Pays d'origine :  Allemagne de l'Ouest |  France
- Langue : Allemand, Anglais
- Format : Couleurs (Eastmancolor) — 35 mm — 2,35:1 — Son : Mono
- Genre : Film dramatique, Film musical
- Durée : 124 minutes (2 h 4) (version allemande) ; 90 minutes (1 h 30)	(version française)
- Dates de sortie 
  -  Allemagne de l'Ouest : 28 février 1963
  -  États-Unis : 14 octobre 1964
  -  France : 21 février 1968

## Distribution
- Curd Jürgens : Macheath (Mackie)
- Lino Ventura : Tiger Brown
- Gert Fröbe : J. J. Peachum
- Hilde Hildebrand : Mme Peachum
- June Ritchie : Polly Peachum
- Hildegard Knef : Jenny
- Robert Manuel : un bourreau
- Sammy Davis, Jr. : le chanteur de ballades
- Walter Giller : le mendiant
- Henning Schlüter : le pasteur Kimball